# Jonathan Yeo

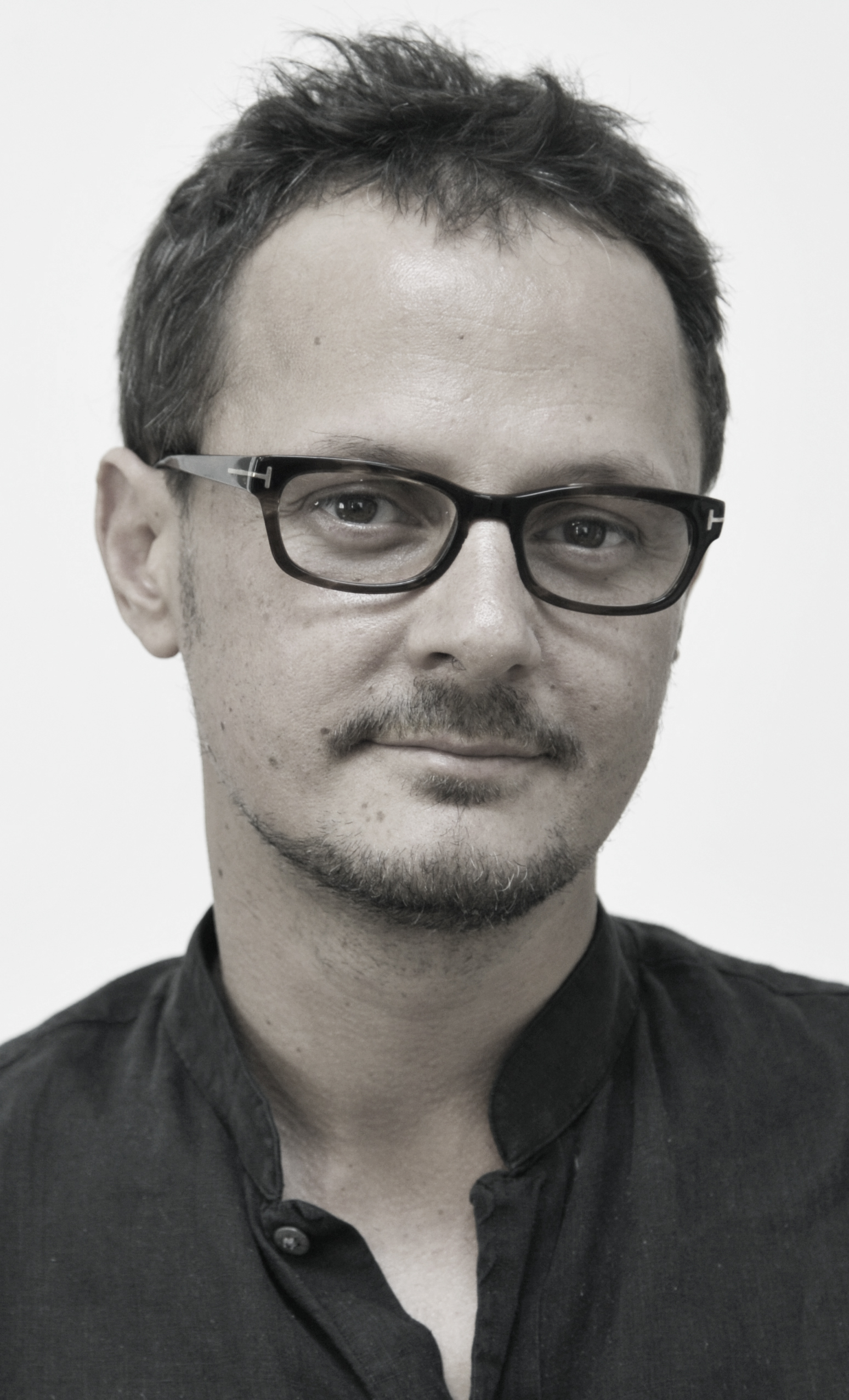
Jonathan Yeo (2012)

Jonathan Yeo (* 18. Dezember 1970 in London, lebt und arbeitet in London) ist ein britischer Künstler. Ab den 2000er Jahren saßen verschiedene Prominente und Politiker bei ihm Model. 2013 wurde eine Ausstellung in der National Portrait Gallery in London mit seinen Porträts von Damien Hirst, Kevin Spacey, Idris Elba, Helena Bonham Carter und Malala Yousafzai eröffnet. 2007 erregte er Aufsehen mit einem nicht autorisierten Porträt von George W. Bush, das Yeo aus Ausschnitten aus Pornomagazinen gestaltet hatte. 2024 wurde das Porträt von Charles III. der Öffentlichkeit vorgestellt, welches insbesondere durch die purpurrote Farbwahl für Diskussionen sorgte.

## Einzelausstellungen (Auswahl)
- Jonathan Yeo Portraits, Solo Show, National Portrait Gallery, London, 2013
- (I've Got You) Under My Skin, Solo Show, Circle Culture Gallery, Berlin, 2012
- You're Only Young Twice, Solo Show, Lazarides Gallery, London, 2011
- Pearl Lam Galleries, Art Stage, Singapore, 2011
- Porn in the USA, Solo Show, Lazarides Gallery LA, Beverly Hills, 2010
- Self Portraits, Circle Culture Gallery, Berlin, 2010
- Blue Period, Solo Show, Lazarides Gallery, London, 2008
- Jonathan Yeo's Sketchbook, Solo Show, Eleven, London, 2006
- Proportional Representation, Solo Show, Portcullis House, London, 2001